# Písek
Písek là một thị trấn thuộc huyện Písek, vùng Jihočeský, Cộng hòa Séc.